# Битва при Корнусе
Битва при Корнусе или битва при Каралисе — сражение Второй Пунической войны.
Карфагенская армия приплыла в Сардинию, чтобы поддержать восстание сардинцев против римлян. Армия под командованием Гасдрубала Плешивого сражалась против римской армии под командованием претора Тита Манлия Торквата осенью 215 до н. э. между Корнусом и Каралисом. Римская армия уничтожила карфагенское войско, те рассеялись, а карфагенский флот сражался с римским к югу от Сардинии.